# Фицджералд, Уилла
Уилла Фицджералд (англ. Willa Fitzgerald; род. 17 января 1991) — американская актриса. Известна по ролям Эммы Дювал в телесериале «Крик», Колетт Френч в телесериале «Как ты смеешь» и Роско Конклин в телесериале «Ричер».

## Биография
Изучала психологию на протяжении трёх лет, после чего получила степень бакалавра театральных наук в Йельском университете.
С 2013 по 2014 год снималась в телесериале Amazon «Альфа-дом». В 2014 году снялась в сериале USA Network «Дорогой доктор» в роли Эммы Миллер. С 2014 по 2015 год исполняла эпизодические роли в сериалах «Голубая кровь», «Последователи» и «Готэм».
В августе 2014 года была включена в основной актёрский состав телесериала «Крик» производства MTV.
Помимо съёмок на телевидении Фицджералд также исполняла роли в театре, включая роли в спектаклях Couple in the Kitchen, The Private Sector, Cow Play и The Cat and the Canary.
В августе 2016 года вошла в актёрский состав фильма «Неприятность» (англ. Misfortune), который вышел в октябре 2017 года под названием «Я заберу твои деньги».
В июле 2017 года Фицджералд была утверждена на роль Мег в мини-сериале BBC «Маленькие женщины», основанном на одноимённом романе Луизы Мэй Олкотт. Его премьера состоялась 26 декабря 2017 года.
В 2018 году снялась в двух финальных эпизодах телесериала «Карточный домик» от Netflix, сыграв молодую Клэр Андервуд.
В июле 2018 года Уилла была утверждена на одну из ведущих ролей в телесериале USA Network «Как ты смеешь». 30 апреля 2020 года сериал был отменён после одного сезона.
В марте 2021 года Фицджералд была утверждена на роль офицера Роско Конклин в первом сезоне телесериала Amazon Prime Video «Ричер».
В январе 2022 года присоединилась к актёрскому составу мини-сериала Майка Флэнагана «Падение дома Ашеров».

## Фильмография
| Год  | Название                   | Оригинальное название | Роль               | Примечания                     |
| ---- | -------------------------- | --------------------- | ------------------ | ------------------------------ |
| 2008 | За любовь пса              | For the Love of a Dog | Вивиан             |                                |
| 2017 | Цирк уродов                | Freak Show            | Тиффани            |                                |
| 2017 | Я заберу твои деньги       | Blood Money           | Линн               | Изначально назвался Misfortune |
| 2017 | Пляжный домик              | Beach House           | Эмма               |                                |
| 2019 | Щегол                      | The Goldfinch         | Китси Барбур       |                                |
| 2021 | 18 ½                       | 18 1/2                | Конни              |                                |
| 2022 | Гнев во спасение           | Savage Salvation      | Руби Ред           |                                |
| 2022 | Малыш Джо                  | Joe Baby              | Хитер Стэнтон      |                                |
| 2023 | Дорога отчаяния            | Desperation Road      | Мабен              |                                |
| 2023 | Сталкер                    | Strange Darling       | Леди               |                                |
| 2023 | Дикая кошка                | Wildcat               | Элизабет           |                                |
| 2024 | Диспетчер                  | Relay                 | Розетти            |                                |
| 2025 | Аларум                     | Alarum                | Агент Лара Трэверс |                                |
| 2025 | Дом динамита               | A House of Dynamite   |                    |                                |
| 2025 | Сожалею о тебе             | Regretting You        |                    |                                |
|      | Шпион на миллиард долларов | Billion Dollar Spy    | Мэй Ленихан        |                                |

| Год       | Название                            | Оригинальное название             | Роль                    | Примечания                                                   |
| --------- | ----------------------------------- | --------------------------------- | ----------------------- | ------------------------------------------------------------ |
| 2013—2014 | Альфа-дом                           | Alpha House                       | Лола Лаффер             | 12 эпизодов                                                  |
| 2014      | Новичок                             | The Novice                        | Луси Гриего             | Нереализованный пилот                                        |
| 2014      | Голубая кровь                       | Blue Bloods                       | Лейси Сазерленд         | Эпизод «Бугимен»                                             |
| 2014      | Последователи                       | The Following                     | Дженни                  | Эпизод «Предательство»                                       |
| 2014      | Дорогой доктор                      | Royal Pains                       | Эмма Миллер             | 13 эпизодов                                                  |
| 2014      | Уолл-стрит                          | Wall Street                       | Тара Конклин            | Нереализованный пилот                                        |
| 2015      | Готэм                               | Gotham                            | Грейс Фэрчайлд          | Эпизод «Хищники»                                             |
| 2015—2016 | Крик                                | Scream                            | Эмма Дювал              | 23 эпизода                                                   |
| 2017      | Булл                                | Bull                              | Сьюзан Брайант          | Эпизод «Любимец учителя»                                     |
| 2017      | В тылу врага                        | Behind Enemy Lines                | Роксанн Дейли           | Нереализованный пилот                                        |
| 2017      | Маленькие женщины                   | Little Women                      | Мег Марч                | Главная роль                                                 |
| 2018      | Жертва моды                         | #Fashionvictim                    | Аня Сент-Клэр           | Нереализованный пилот                                        |
| 2018      | Карточный домик                     | House of Cards                    | Клэр в возрасте 20 лет  | Эпизоды «Глава 72», «Глава 73»                               |
| 2019      | Закон и порядок: Специальный корпус | Law & Order: Special Victims Unit | Ава Парселл             | Эпизод «Пластик»                                             |
| 2019      | Юная                                | Younger                           | Одри Колберт            | Эпизоды «Неожиданный подозреваемый», «Слияние, она написала» |
| 2019      | Струны души Долли Партон            | Dolly Parton's Heartstrings       | Мэдди Хокинз            | Эпизод «Джей Джей Снид»                                      |
| 2019—2020 | Как ты смеешь                       | Dare Me                           | Колетт Френч            | Главная роль                                                 |
| 2020      | Действие ради дела                  | Acting for a Cause                | Гамлет                  | Эпизод «Гамлет»                                              |
| 2020      | День за днём                        | Day by Day                        | Рассказчик              | Подкаст                                                      |
| 2020      | Миллиарды                           | Billions                          | Джилл                   | Эпизод «Бесконечное дерьмо»                                  |
| 2022      | Ричер                               | Reacher                           | Роско Конклин           | Главная роль                                                 |
| 2023      | Падение дома Ашеров                 | The Fall of the House of Usher    | Мадлен Ашер в молодости |                                                              |